# Болотосув
Болотосув або трясовик (англ. Swamp buggy — болотяний жук) — різновид спецтехніки, призначений для пересування у трясовинах та болотах, де звичайна спецтехніка підвищеної прохідності не здатна проїхати. Болотосувам під силу долати будь-які перепони, зокрема пні та колоди, плавати водою і рухатись багном. Історія болотосувів надзвичайно яскрава та багата винаходами.

## Історія
Вже у 1917 році почали будувати перші «дерев'яні баггі», здатні розчистити високі пні кипарису уздовж вузьких стежок Семінола на болотах Еверглейдс. Винахідником цієї техніки вважається мешканець Нейплса зі штату Флорида — Ед Френк, який 1918 року у віці 19 років перелаштував Ford Model T з непотрібних деталей у баггі з назвою Skeeter змінивши осі щоб вони не потрапляли в брудну воду і додав великі колеса з ланцюгами для тієї ж мети. На той час надлишки авіаційних коліс з війни часто потрапляли на Болотосуви в 1940—1950 -х роках.
|  | "Ми щоразу покращували баггі, коли на ньому застрягали, - згадує Френк. |

Френк та його друзі-мисливці вдосконалювали свої болотосуви цілий рік та випробовували їх безпосередньо перед відкриттям сезону полювання 1 листопада на болоті навколо міста. Але мисливець Сідні Гріффін, знайшов складніше місце у Східному Нейплсі, недалеко від того, що стане невдовзі «Радіо Дорогою». Це була ділянка, що використовувалась для вирощування солодкої картоплі, вона перетворювалась після збору врожая на суцільну багнюка, ідеальну для випробування болотяних баггі Френка. Кожного сезону дружини, діти та друзі збиралися, щоб подивитися, як чоловіки випробовують свої авто. У 1947 році Ед Френк запропонував редактору газети Стюарту Реббу, завітати на місце проведення заїзду на болотосувах та позвати містян подивитися, як чоловіки випробовують власну болотяну гордість на багнюці та посміятись. Захід розпочався у готелі «Нейплс» і закінчився урочистостями в парку Камбіє, а потім всі присутні вирушили на картопляну плантацію щоб подивитися, як чоловіки кидають виклик один одному в багнюці на своїх чудирнацьких авто. Це був 1949 рік і відтоді всі з нетерпінням чекали щорічного параду та перегонів «Болотняних Баггі» на початку сезоного полювання. Плата за участь на перших заїздах не стягувалася, але невелика плата за другий, а потім і під час параду все ж були включені, як захід, на збір грошей для громади. Того ж року була започаткована інша традиція, коли Джоан Оз'є отримала звання «Першої Королеви Болотяних Баггі». У 1957 році почалася ще одна традиція, коли один з учасників заїзду містер МакКаррі, був настільки схвильований власною перемогою, що схопив королеву за сукню і занурив її в найбруднішу частину «Багнової-Милі», так тоді називалась стара ділянка для перегонів. Цього дня з'явилась традиція, згідно з якою переможець заїзду і королева разом стрибають в «Чашову-Яму», тобто у багнюку.
Тракторні колеса, які зазвичай використовувались у комерційному сільському господарстві, стали нормою у застосуванні на болотосувах протягом 1980 -х років. Штат Флорида навіть доручив правоохоронним органам використовувати баггі ще в 1930-х роках. Протягом десятиліть, ці баггі перетворились у 8-циліндрові, спортивні авто, які за лічені секунди долали водні перепони.
Але на болотяних баггі Еда Френка, історія створення різноманітних болотосувів не закінчилась, а мала неймовірно насичене продовження, яке майоріло незвичайними винаходами та підходом до їх будівництва.

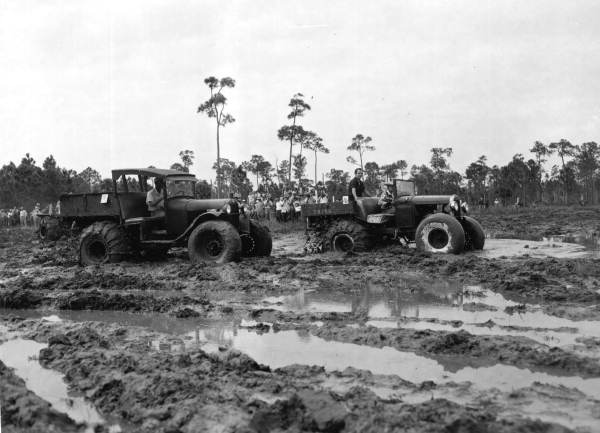
День заїзду на болотяних баггі - Нейплс, Флорида, 1953 рік

### Gulf Marsh Buggy
Протягом багатьох років, було збудовано безліч дивних машин для пересування болотами, від повітряних катерів до високо піднятих джипів. Про одну таку дивну машину, американський щомісячний науково-популярний журнал Popular Science, написав статтю у своєму березневому номері 1936 року "Дивний вантаж: Болотяний Баггі з Затоки, " — (англ. Strange Cargo: The 1936 Gulf Marsh Buggy).
Це чудовисько виглядає, як творіння Жуля Верна чи Х. Г. Уеллса, але насправді воно було збудоване у 1930 -х роках для розвідки у країні нафти в затоках Луїзіани. Згідно статті PopSci, авто було задумане Ебботом А. Лейном з компанії «Gulf Research and Development Company», дочірньої компанії «Gulf Oil Company», для розвідки нафти на водно-болотяних угіддях Техасу та Луїзіани. Як повідомляється, ключовою частиною цієї роботи, було використання динамітних зарядів та сейсмографів для пошуку потенційних родовищ нафти. Звісно, це вимагало транспортного засобу, який міг би везти «чутливий» вантаж, проникаючи глибоко в затоку країни, куди звичайні автомобілі та човни зазвичай не могли потрапити.
Характеристики автомобіля були досить розмитими:
силова частина описується лише, як «стандартний 8-циліндровий автомобільний мотор популярної марки». Що це могло бути, Ford V8 чи пряма вісімка Buick або Packard не пояснюється. Від мотора потужність йде на 3-ступеневу трансмісію легкового автомобіля у парі з тракторною коробкою перемикань, щоб забезпечити десять перемикань переднього ходу і шість перемикань заднього ходу; передні колеса рухаються допоміжними ланцюгами для забезпечення повного руху. Максимальна швидкість авто становила 56 км/год на дорозі, 16 км/год на болотах і 6 вузлів на воді. Плавучість забезпечували величезні триметрові камерні колеса з імпровізованим протектором ґрунтозачіпів на еластичних мотузках, а окремі гальма усіх чотирьох коліс допомагали кермовому управлінню.

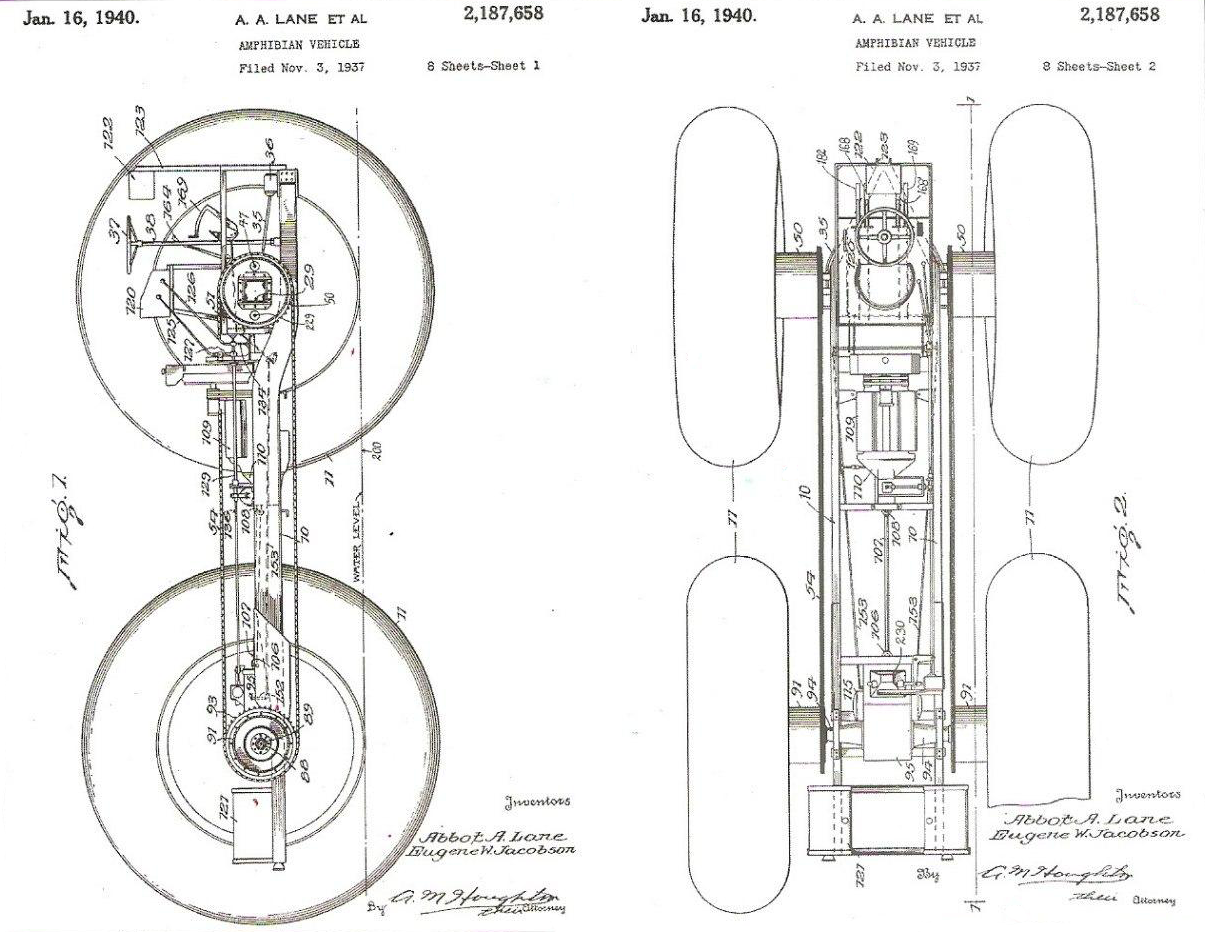
Патент Еббота А. Лейна на високе колісне плаваюче авто, 16 червня 1940 року

### Higgins Swamp Skipper Model 5
У воєнний час, військові звернули увагу на цей вид транспорту, але руки дійшли до їх створення лише у післявоєнні роки.
Суднобудівна компанія «Higgins Boat Company» сконструювала амфібію у 1950-х роках для геодезичних, пошукових та рятувальних місій на водно-болотних угіддях Луїзіани. Тоді ціна його становила близько 6000 доларів США.
Автомобіль мав повітряне охолодження, 5-ступеневу коробку перемикань, а також був оснащений котушкою спереду та іншою ззаду. Довжина «Higgins Swamp Skipper» становила 5000 мм, ширина 4000 мм і висота 3300 мм. Автомобіль керувався звичайним кермовим управлінням. Крім того, він був оснащений центральним кульовим шарніром на передній вісі. Кожне з чотирьох 2,5 метрових коліс, які рухала ланцюгова трансмісія, мало щабельні блоки для глибокого відбитку на ґрунті.
У 1948 році пристосований для військового користування «Higgins Swamp Skipper Model 5» був випробуваний армією США. Компанія замінила величезні надувні камери, які були вразливими для куль та уламків, — на сталеві барабани з ґрунтозачіпками шириною в метр та діаметром у 2,5 метри, цими ж колесами передбачалося гребти і на воді, тому конструктори розрахували, що ймовірний отвір зроблений кулею у барабані через постійне обертання коліс, буде заповнюватись водою повільно. Але на практиці, барабани виявились надто важкими, тому конструкторам довелося зменшити корпус та замінити на легший мотор повітряного охолодження у 40 к.с. Після значних змін Higgins Swamp Skipper Model 5 не пройшов випробування, бо втратив потрібну для військових потреб потужність, швидкість та навантажувальну здатність. За даними журналу Mechanix Illustrated, — Higgins Swamp Skipper Model 5 перейшов у володіння Білла Олівера у Форт-Лодердейл, Флорида, який використовував автомобіль для полювання в Еверглейдс. Згодом амфібія отримала нове ім'я: «Болотний Кадилак».

### AMG Marsh Varf Buggy
«AMG» (Ateliers Mecaniques de Saint-Gaudens) в 80-ті роки розташовувалася у Південно-Заходній Франції у місті Сен-Годан, в області, де протягом декількох десятиліть активно проводився видобуток нафти. «Sercel» з «Nantes», який був частиною «CGG» (Compagnie Générale de Géophysique), поглинув «AMG» в 1996 році.
Болотяна амфібія «VARF» з гідравлічною трансмісією і чотирма величезними колесами була розроблена для роботи у важких болотистих місцевостях та глибоких річках з очеретяними островами. Вона важить 13 тон і може перевозити до 2 тон вантажу за допомогою встановленого дизельного двигуна Deutz BF 6L 913 потужністю 160 к.с. або GM 4-53T потужністю 175 к.с. Колеса амфібії мають діаметр 2.96 м і ширину 1.5 м. Швидкість на суші 8 км/год, на воді — 5 км/год. На палубу амфібії міг приземлятися невеликий гвинтокрил, а щоб амфібія не перекинулась від повітряних потоків, створених гвинтами гелікоптера, була передбачена система 4-х якорів, які фіксували VARF.

### Rolligon
50-ті роки напрочуд були плодовитими на болотосуви та всюдисуви. Одним із найяскравіших представників цього класу автомобілів став, — Rolligon. Ці дивовижні машини мали неймовірно широкі колеса з дуже низьким тиском на ґрунт, підвищену еластичність основної частини та боків зі зниженою поверхневою напругою під якими не могла загинути навіть людина. Неймовірні колеса до цих авто, винайшов американський інженер Віл'ям Гемільтон Елбі — (англ. William Hamilton Albee). Історія їх винаходу не менш цікава.
В 1935 році Віл'ям Елбі разом з дружиною поїхав до Аляски, збирати матеріал для створення серії статей про малі народи великого північного американського континенту. І одного разу рибаливши, Віл'ям став свідком того, як місцеві інуїти використовували надуті шкіри тюленів аби тягнути важкий човен на берег. Підкладаючи їх під човен, місцеві мисливці ніби котили його по камінню не переймаючись за вантаж. Ця мить закарбувалась у пам'ять Елбі. У 1950 році, цікаву ідею інуїтів, після розмови з одним високоставленим американським чиновником, який нарікав, що армійській техніці важко пересуватися бездоріжжям Кореї (в 1950—1953 роках в Кореї проходила війна між її Південної і Північної частиною), Віл'ям втілив у життя, винайшовши для військової техніки всюдисувні, нейлонові, просочені гумою «роллігони» низького тиску, циліндричної форми, схожі на дуже м'які «мішки», що деформуються, але не розтягуються. Після багатьох консультацій, звернувшись до відомої компанії «Goodyear Tire and Rubber», він отримав їхню підтримку та згоду за планами Елбі виробляти ці колеса. Гемільтон перетворює свій гараж у центр розробки та створює перший прототип роллігона. Його перше колесо тиснуло на ґрунт лише із силою в 300 г/см², що стало справжнім стрибком у всепрохідності важкої техніки. Через рік Віл'ям Елбі запатентував свій продукт і створив у Монтерреї власну компанію з виробництва широких коліс низького тиску під назвою «Albee Rolligon Co.». У 1957 році був створений перший у світі 7-тонний 6х6 транспортер «Albee Rolligon», який став справжньою сенсацією серед інженерного світу. Але геніальному винахіднику не вистачило коштів на повну реалізацію свого проекту і в 1960 році він продав компанію багатому американському бізнесмену Джону Холланду старшому, який перейменував виробництво у «Rolligon Corporation». Достатнє фінансування ідеї, дозволило Елбі продовжити творіння і вже на початку 60-х років, він зміг зменшити тиск своїх коліс на ґрунт до 150 г/см². У 1973 році, в результаті спільної діяльності з компанією «Bechtel Corporation» (США), на світ з'явився легендарний всюдихідний тягач «CATCO Rolligon 12x12» (з причепом 4x4). Наразі торгова марка «Rolligon Corporation» належить компанії NOV Inc..
Колеса Rolligon
Зазвичай роллігон тисне на ґрунт не сильніше, ніж 0,21-0,7 кг/см². Завдяки низькій поверхневій напрузі, натикаючись на каміння, пісок та вологі ґрунти, таке колесо у місці контакту приймає форму перешкоди, з легкістю долаючи його. І ця здатність вигину може сягати 35 % від діаметру колеса. Потрапивши під встановлені навіть на дуже важку техніку колеса роллігона, людина залишиться жива та здорова, авто лише трішки може притиснути її.
Колеса роллігона практично неможливо пробити та пошкодити — влаштовували експерименти їздою навіть на битому склі. Прокол колеса можливий в разі контакту з дуже гострим великим вертикальним предметом. Але і це не може сильно нашкодити колесу, адже повітря з нього буде вкрай повільно виходити у зв'язку з малою величиною внутрішнього тиску.
Встановлення на всюдихід таких коліс, значно зменшує вагу транспортного засобу, збільшує його швидкісні характеристики і знижує опір коченню, а відтак і впливає на менше споживання палива. На сьогоднішній день, колісні всюдисуви на колесах роллігон використовуються буровими і нафтовими компаніями для пересування снігом, льодом, піском, багном, трясовинами та великим камінням, розвиваючи швидкість до 105 км/год.
На відомі колісні важкі всюдисуви сьогодення, як «Godzilla», «Rolligon NOV», «Max», та ін., встановлено саме колеса типу роллігон, які і забезпечують транспортним засобам неймовірну прохідність.

### Lockheed Twister
Twister- з англійської перекладається як речі, що крутяться, наприклад, пристрій, який використовується при виготовленні канатів. Саме ця назва описує наступний всюдисув який мав не лише всюдиїзні характеристики, але й неймовірно гнучке шасі.
З кінця шістдесятих років американська компанія Lockheed займалась розробкою проекту під кодовою назвою «Twister». Його метою було створення колісної бойової машини з неймовірною високою прохідністю. Шасі Twister був розділений на окремі частини, пов'язані між собою шарніром. Агрегати були оснащені власними колесами і рухомо з'єднані один з одним, на горбистій місцевості, така конструкція показала унікальну прохідність і взагалі будь-якими поверхнями, навіть скелястими ділянками, які пошкоджували та виводили з ладу численні транспортні засоби на цих місцевостях протягом багатьох років.
У 1965 році фахівці компанії Lockheed завершили розробку першого прототипу Twister. В жовтні того ж року з'явилась перша експериментальна машина, що призначалась для випробувань і перевірки запропонованої ідеї. Тести показали, що застосована двокорпусна зчеплена схема дійсно здатна значно поліпшити характеристики колісної машини. До кінця шістдесятих проектом зацікавилися військові, завдяки чому компанія Lockheed отримала вигідний контракт. Пентагон, приєднавшись до проекту, замовив бронемашину зчепленої схеми і дав їй назву «XM 808» з колісною формулою 8х8. Протягом кількох років, компанія Lockheed виготовила чотири прототипних автомобілі, які відрізнялися один від одного деякими деталями. Вони мали схожу або однакову комплектацію та їздову частину, але відрізнялися деякими агрегатами. Так, перший прототип мав двомісну відкриту кабіну з вітровим склом. Другий отримав повноцінні робочі місця двох членів екіпажу, закриті дахом і склінням. Третя машина була побудована з броньованої сталі і мала зброю. На четвертому прототипі відпрацьовувалася плаваюча модифікація Twister.
Два корпуси повинні були з'єднуватися за допомогою спеціального шарнірного пристрою, оснащеного гідравлічною трансмісією. За допомогою останніх водій міг би змінювати взаємне положення двох корпусів долаючи перешкоди. По шосе потрібно було їхати з нульовими кутами між осями корпусів, а для підйому на перешкоду слід було виставляти відповідні кути шарнірного механізму. Конструкція шарніра і трансмісій дозволяла кренитись корпусу на 30 ° відносно один одного, «згинати» авто на 31,5 ° вправо і вліво за напрямом, а також змінювати кут зчеплення від -27 ° до + 35 ° у вертикальній площині. Завдяки цьому забезпечувалося подолання перешкод заввишки до 36 дюймів (близько 92 см) при набагато менших ходових властивостях підвіски.
Силовий агрегат Twister залежав від модифікації, проте в усіх версіях мала схожу будову. Вона складалася з двох моторів, пов'язаних з коробками перемикань Allison (6 швидкостей вперед і 1 назад) та розподільними коробками. Один силовий блок, що складається з мотору, коробки перемикань і розподільчого агрегату, запропонували встановити в передньому корпусі. Другий — в кормі заднього. Таким чином, обидва корпуси мали власний мотор, через що, машина мала колісну формулу 8х8. У кожному з корпусів був власний паливний бак.
Плавучий варіант бронемашини повинен був бути доопрацьованим прототипом XM 808. У кормовій частині цієї машини передбачалося встановити два водометних рушія, здатних забезпечити швидкість до 10 км/год на воді. Для підвищення плавучості обидва корпуси повинні були оснащуватися спеціальними навісними поплавками. Висока прохідність зчепленої машини дозволяла підійматись на 40 % схил берегу з м'яким ґрунтом і 60 % з твердим.

## Наш час

### Sherp
У 2012 починається нова історія комерційних Болтосувів у цивільному споживацькому середовищі.
Український бізнесмен, Володимир Школьнік, купує за $ 60 тисяч права на виробництво саморобки у деревенського автомехінка-самоука, казаха, із Ленінградської області, — Олександра Маратовича Ґараґаш'яна. Першу свою саморобку-болотосув, казах зробив у 2002 році, вона мала вигляд лавочки на колесах і трималась на воді за допомогою повітряних камер з вантажних автомобілів. Пізніше саморобка отримала вигляд рами з величезними колесами низького тиску. Згодом автомеханік додав на раму коробчату кабіну і автомобіль вже виглядав, як будка на колесах і все ще був схожий на ширпотреб. Болотосув рухав ланцюговий механізм. Своє творіння Ґараґаш'ян збирав з різного мотлоху і старих деталей, тому вигляд та характеристики самого автомобіля бажали бути кращими. Ідеї створення всюдисувів, Олексій запозичував з журналу Моделіст-конструктор.
За словами Школьніка, познайомився він з унікальним болотосувом Ґараґаш'яна, під час чергової експедиції бездоріжжям федерації для якої придбав у нього цю машину. Тоді у нього і з'явилась бізнес-ідея, створювати подібні всюдисуви. Яку саме саморобку бізнесмен придбав у автомеханіка не зазначається, але за згадками бізнес партнера Школьніка:
|  | "Це був такий сміттєвий бачок на чотирьох коліщатах. Виглядав він не дуже надійно, і ми його якийсь час навіть не експлуатували. Але якось цей сміттєвий бачок потрапив в одну нашу експедицію, це була вже пізня весна, розливалися ріки ... Цей «бачок» весь час ламався, щоб замінити деталь, потрібно було вирізати отвір щоб до неї дістатись і потім заварити цей отвір назад, але те, яку він мав проїзну здатність, вразило нашу уяву", — згадує Самохвалов. |

Компанію з виробництва болотосувів бізнесменом вирішується реєструвати на Російській Федерації, де був значний попит на позашляховики, через величезні простори бездоріжжя. Зареєстрували компанію у січні 2014 року під Петербургом, сам завод відчинився в грудні того ж року. Пізніше завод відкрився і в Києві та працював на зовнішні ринки. Виготовлення машин почалось у 2015 році. На той час у Школьніка вже був невеликий інжиніринговий центр під Києвом на Столичному ТОВ «Квадро Інтернешнл», де розробку Ґарагаш'яна значно доопрацювали і він отримав той сучасний вигляд і колеса з ґрунтозачіпами низького тиску який зараз має. Тоді Болотосув отримав і свою комерційну назву «Sherp». До цього у саморобок Ґараґаш'яна було безліч імен та абревіатур, — «Чебуратор» (2002 г.), «Железяка Зуева» (2006 г.), «Планетоход» (2006 г.), «Диф» (2008 г.). Першу смішну назву «Чебуратор» (від незграбного мультиплікаційного персонажа схожого на мавпу зі слонячими вухами з мультфільму «Крокодил Гена») дісталась болотосуву від друга Алєксєя, — Стаса Бахи. Автомобіль був повністю перероблений. Від саморобки Чебуратора Ґараґаш'яна у Sherp залишилось всього 20 % від початкової конструкції.
Болотосув отримав залізну кабіну і Київські Білоцерківські колеса «Росава» низького тиску діаметром 1,6 м, які наповнювались відпрацьованими газами самого автомобіля, але водночас повна висота авто — лише 2,3 м. У довжину Sherp має 3,4 м, ширину — 2,5 м, маса автівки — 1,3 тони. «Шерп» працює на промисловому японському моторі для генераторів, бетонозмішувачів, — Kubota V1505-t потужністю 44 к.с. з 5-ступеневою механічною коробкою перемикань та розганяється зі швидкістю по дорозі до 45-50 кілометрів на годину. На воді авто рухається зі швидкістю до 6 км\год і переміщує вантаж вагою до 1000 кг. Керується важільним управлінням і задіюється в рух ланцюговою трансмісією.
Спочатку машин вироблялось декілька одиниць на рік. Слава про їх болотосув розійшлася після того, як відео з їхнім автомобілем отримало декілька мільйони переглядів у соціальній мережі Facebook. Після цього про «Шерп» написали іноземні ЗМІ.
|  | Цей схожий на танк всюдисув може без проблем плавати по воді за допомогою своїх колес", — відзначало Hotcars.com. |

Зрештою «Шерп» став героєм телепрограми Top Gear. Після всесвітньої слави, виробництво та продажі автомобіля у компанії миттєво злетіли вгору. Із декількох одиниць на рік, підприємство налагодило виробництво від 200 до 300 машин в рік. А автомеханік-самоук який був учасником створення майбутньої зірки бездоріжжя, — став відомим на всю Росію та поза її межами.
Початкова вартість авто коливається в залежності комплектації, найдешевша модель коштує від $67 тисяч з тканим тентом та від $85 до $246 тисяч з жорстким верхом.

### Thor
Роком пізніше, 2016-го, вийшов інший український всюдисув, більш потужний та екстремальніший, зі спортивною та агресивною зовнішністю «THOR», створений дніпрянами. За словами конструкторів цього позашляховика Михайла Кравця та Олега Молодцова, автомобіль був створений з нуля за три роки. Творці автомобіля у минулому займалися автоспортом і донині виробляють запчастини для спортивних автомобілів (КПП, дроти). Раніше вони створювали спорткари «з чогось», але потім з'явилося бажання зробити щось повністю своє.
Спортивний вигляд авто підкріплюється не менш спортивним дволітровим турбодизелем General Motors на 200 к.с., 420 Нм з японською автоматичною 6-ступеневою коробкою перемикань AISIN. Максимальну швидкість авто розвиває у 74 км/год. На воді Thor рухається з максимальною швидкістю 7 км/год. У 2018 році оновлений «Тор» отримав менш потужний 2,0 літровий турбодизельний мотор на 160 к.с., 350 Нм.
Трансмісія Thor, повністю на редукторній схемі. Керується авто важільним управлінням. Корпусна частина має композитний монокок зі скловолокна на сталевій рамі. Вхід у авто здійснюється через передню ляду та задні двері. Вага авто 2 тонни. Вантажопідйомність на щільних ґрунтах 1 тонна. У автомобілі, що показували на «New Cars Fest», є два посадкових місця спереду і лежаки ззаду, а в одній іншій машині облаштовували 8 спортивних сидінь.
У базовій комплектації автомобіль коштує від $ 105 тисяч.
2021 рік показав Україні ще 2 нові всюдисуви, — ATLAS та Nomad.

### Atlas
Черговий всюдисув-болотосув нещодавно показала ще одна українська компанія ATLAS з Дніпра.
Над виразним атлетичним виглядом цього автомобіля працювали дизайнери. Вся передня частина автомобіля виконана панорамним склінням, але попри те, що авто має велике лобове скло, воно не відчиняється, натомість у болотосув можна потрапити через бокові та задні двері, які мають електричний механізм відкриття. Функцію бокових дзеркал виконують відеокамери. Внутрішня частина всюдисува оздоблена фетром, а каркас автомобіля виконаний із сталевої труби, задля безпеки від можливого перекидання авто. Автомобіль розрахований на 12 посадкових місць. Салон всюдихода має кондиціонер Webasto та автономний дизельний обігрівач Webasto, а також дефлектори повітря під сидіннями. Панель приладів обладнана в електронному вигляді та двома бортовими дисплеями.
Вагу авто у 2,2 тонни, рухає мотор Renault K9K 1.5 dCi, 90 к.с., 220 Нм крутного моменту. Авто має 5-ступеневу французьку механічну коробку перемикань та головну пару міжколісних диференціалів Eaton. Якщо заблоковані всі диференціали, кожному колесу дістається 7 000 Нм. На повному 100 літровому баку із середньою швидкістю 35 км/ч авто може проїхати 800 кілометрів. Одне колесо до всюдисува коштує 8800 гривень.
Трансмісія всюдисува реалізована на зубчатих механізмах, а пневматична підвіска автомобіля отримала поглиначі коливань подібні до японської технології KDSS яка реалізована у Toyota, гідравлічними циліндрами у цій системі стають самі колеса, які надуваються відпрацьованими газами. Система надуву коліс пов'язана між собою в один контур, що дозволяє компенсувати діагональні звіси наїздом на перешкоду, колесо приспускається, а решта, навпаки, отримують більше тиску, стаючи вище. Замість звичних важелів для болотосувів, конструктори, замінили звичним кермом і поворотними колесами у трьох режимах, коли повертаються лише передні колеса або разом з ними повертаються і задні, також можна обрати напрямок повороту задньої вісі — в той бік, що і передньої (синфазно) або ж в протилежний бік (протифазно), цією особливістю кермової та їздової частини авто і пояснюється чому на цей всюдисув потрібне лише посвідчення водія категорії А2 (трактори з потужністю двигуна понад 73,5 кВт) для пересування громадськими автошляхами, замість посвідчення на спецзасіб.
Попередня вартість всюдисува — $ 104 тисяч.

### Nomad
Nomad (укр. Кочівник) ще один всюдисув української компанії «Mad Nomad».
Як повідомив в інтерв'ю програмі Security Talks директор компанії Mad Nomad Вадим Шкавро, — "Прототипом для нового вдосконаленого всюдисува Nomad став Thor.
|  | "Ми сильна команда з колишніх бойових офіцерів і спортсменів-екстремалів, які розуміють що таке техніка, екстрим і дозвілля", – йдеться про розробників на сайті компанії. |

За призначенням авто презентують для розваг, мандрівок та рибалок з мисливцями, але авто помітно здатне на більше, зокрема її можливо використовувати для армії. У «Mad Nomad» зявили, що розраховують на цю нішу, адже ця модель була показана на спеціалізованій виставці «Зброя та безпека-2021». Nomad вагою 2,2 тонни здатен тягти за собою техніку, яка в десятки разів перевищує його власну. На випробуваннях «Defense Express Nomad» доволі спокійно потягнув одразу «БТР-3» (13 тонн) з «Дозор-Б» (7,1 тонни), загальна вага яких становила 20 тонн. Також Nomad зміг взяти на себе функцію аеродромного тягача зрушивши з місця Boeing-737, вага якого становила близько 40 тонн.
Всюдихід Nomad має низку особливостей, зокрема, значний крутний момент на колесах, який становить близько 10 000 нМ. Таку силу обертанню колесам надає турбодизельний мотор Cummins 2,8 ISF, 310 Нм у поєднанні з 6-ступеневою механічною коробкою перемикань, які дозволяють розігнати Nomad до 50 км/год на дорозі та 7 км/год по воді.
У Nomad як і в попередніх всюдисувах, повітря циркулює між всіма колесами коли при наїзді на перешкоду одним колесом, повітря з нього перерозподіляється по іншим трьом. Всюдисув має посилений корпус з полімерного матеріалу, який вже пройшов випробування і витримав навантаження у декілька тон, цей каркас витримує кліматичний режим від + 90 °C до -50 °C. Для армійської версії, корпус виконується кевларовим бронюванням.
Початкова вартість автомобіля становить $ 100 тисяч.